# Música industrial marcial
La música industrial marcial és un subgènere de la música industrial sorgit a la dècada del 1980 que es caracteritza per sonar com "uns obscurs collages ampul·losos que mostren normalment diversos mostreigs de marxes militars, sorolls de batalles o discursos orientats a la guerra". És un estil de música que sol ser utilitzat com a vehicle de missatges feixistes sovint críptics. L'ús freqüent de simbolisme neofeixista per part de grups del gènere ha provocat controvèrsies.
Un conegut grup que ha practicat aquest estil musical és Laibach.